# مينورو تشياكي
مينورو تشياكي (باليابانية: 千秋実؛ بالكانا: ちあき みのる) هو ممثل ياباني، ولد في 30 يوليو 1917 في بيفوكا ‏ في اليابان، وتوفي في 1 نوفمبر 1999 في فوتشو في اليابان.

## أعمال

### أفلام
- (1950) راشومون
- (1954) الساموراي السبعة[2][3]

## وصلات خارجية
- مينورو تشياكي على موقع IMDb (الإنجليزية)
- مينورو تشياكي على موقع روتن توميتوز (الإنجليزية)
- مينورو تشياكي على موقع ألو سيني (الفرنسية)
- مينورو تشياكي على موقع أول موفي (الإنجليزية)
- مينورو تشياكي على موقع قاعدة بيانات الأفلام السويدية (السويدية)
- مينورو تشياكي على موقع قاعدة بيانات الفيلم (الإنجليزية)